# Hu Zongnan
Hu Zongnan (xinès: 胡宗南; pinyin: Hú Zōngnán) també conegut com a Hu Tsung-nan i amb l'àlies de Qin Dongchang, fou un general nacionalista de la República de la Xina i membre veterà del Kuomintang, Nascut el 16 de maig de 1896 (altres fonts indiquen altres dates començant per l'any: 1895) i mort el 14 de febrer de 1962. Va participar en eles principals fets militars del seu país.

## Biografia desl primers anys
Va néixer en una llar pobre al comtat de Zhenhai (província de Zhejiang). Després d'acabar els estudis de secundària el 1915 es va dedicar a ensenyar la llengua xinesa, història i geografia en una escola primària. Soldat als 29 anys (1924). Ingressà a l'Acadèmia Militar Whampoa on es graduà el 1925 no sense dificultats inicials degut als seus 160 centímetres d'alçada. En aquest centre va començar la seva relació personal amb Chiang Kai-shek del qual en va ser alumne. Va anar ascendint ràpidament en l'escalafó militar.

## Carrera militar
L'any 1925 participà a L'Expedició del Nord que va ser una campanya militar dirigida pel Kuomintang (KMT) des de 1926 al 1928 amb l'objectiu d'unificar Xina per la qual cosa exigia la fi dels governs dels senyors de la guerra locals. I com a comandant de la Primera Divisió va ajudar a neutralitzar la rebel·lió de Feng Yuxiang i Yan Shixan (1929-1930), actuant en l'escorta de Chiang Kai-shek. Va participar en les “Campanyes d'Encerclament” per tal reduir els comunistes que no van arribar a reixir. En la La Segona Guerra sinojaponesa va ser condiderat pels nipons com el seu enemic més tenaç. Amb Chen Cheng i Tang Enbo va ser un dels homes de confiança de Chiang contra l'enemic Durant la invasió, el 1939, va ajudar a la resistència coreana quan el Govern Provisional de la República de Corea es va traslladar a Xi'an on hi van arribar a viure 100,000 coreans. Un cop acabada la Segona Guerra Mundial, les diferències entre comunistes i nacionalistes deriven en un conflicte bèl·lic. Hu Zongnan va lluitar contra el Partit Comunista de la Xina i en la fase inicial de la lluita, va tenir èxit en la Batalla de Yan'an prenent Yan'an el 1947, que era la capital de la base comunista a Shaanxi des del 1935 (en la dècada dels 30 el KMT havia fracassat) però l'ocupació només va durar una setmana perquè els rojos havien efectuat una retirada estratègica, Llavors va retirar-se a l'illa d'Hainan el desembre de 1945 i des d'on va intentar la invasió al continent però aviat va tornar a l'illa. Finalment, va reunir-se amb el KMT. A Taiwan on van escapar els nacionalistes el 1949, Hu va servir com a assessor militar del president fins a la seva mort el 14 de febrer de 1962.